# Štikotvární
Štikotvární (Esociformes) je řád sladkovodních paprskoploutvých ryb, jehož zástupci se vyskytují v oblasti Severní Ameriky a Eurasie; štika obecná a blatňák tmavý patří i k ichtyofauně České republiky. Typickými znaky pro tento řád jsou výrazně vzadu postavená hřbetní a řitní ploutev, chybějící tuková ploutvička, šupiny po stranách hlavy a na skřelích, chybějící zuby na maxille a řada dalších anatomických detailů na kostře.

## Systematika
Řád zahrnuje dvě čeledi s celkem dvanácti druhy ve čtyřech rodech. Rody dálie a Novumbra byly počátkem tohoto tisíciletí přeřazeny z čeledi blatňákovitých mezi štikovité, neboť podle fylogenetických studií jsou bližší štikám nežli blatňákům (rod Novumbra je sesterský rodu štika).
Následuje přehled systému:
- čeleď štikovití (Esocidae)
  - rod štika (Esox)
    - druh štika americká (Esox americanus)
    - druh štika amurská (Esox reichertii)
    - druh štika muskalunga (Esox masquinongy)
    - druh štika obecná (Esox lucius)
    - druh štika řetízková (Esox niger)

  - rod Novumbra
    - druh Novumbra hubbsi

  - rod dálie (Dallia)
    - druh dálie aljašská (Dallia pectoralis)
    - druh dálie půvabná (Dallia delicatissima)
    - druh dálie podivuhodná (Dallia admirabilis)
- čeleď blatňákovití (Umbridae)
  - rod blatňák (Umbra)
    - druh blatňák menší (Umbra pygmaea)
    - druh blatňák tmavý (Umbra krameri)
    - druh blatňák větší (Umbra limi)

Ukázka diverzity štikotvárných
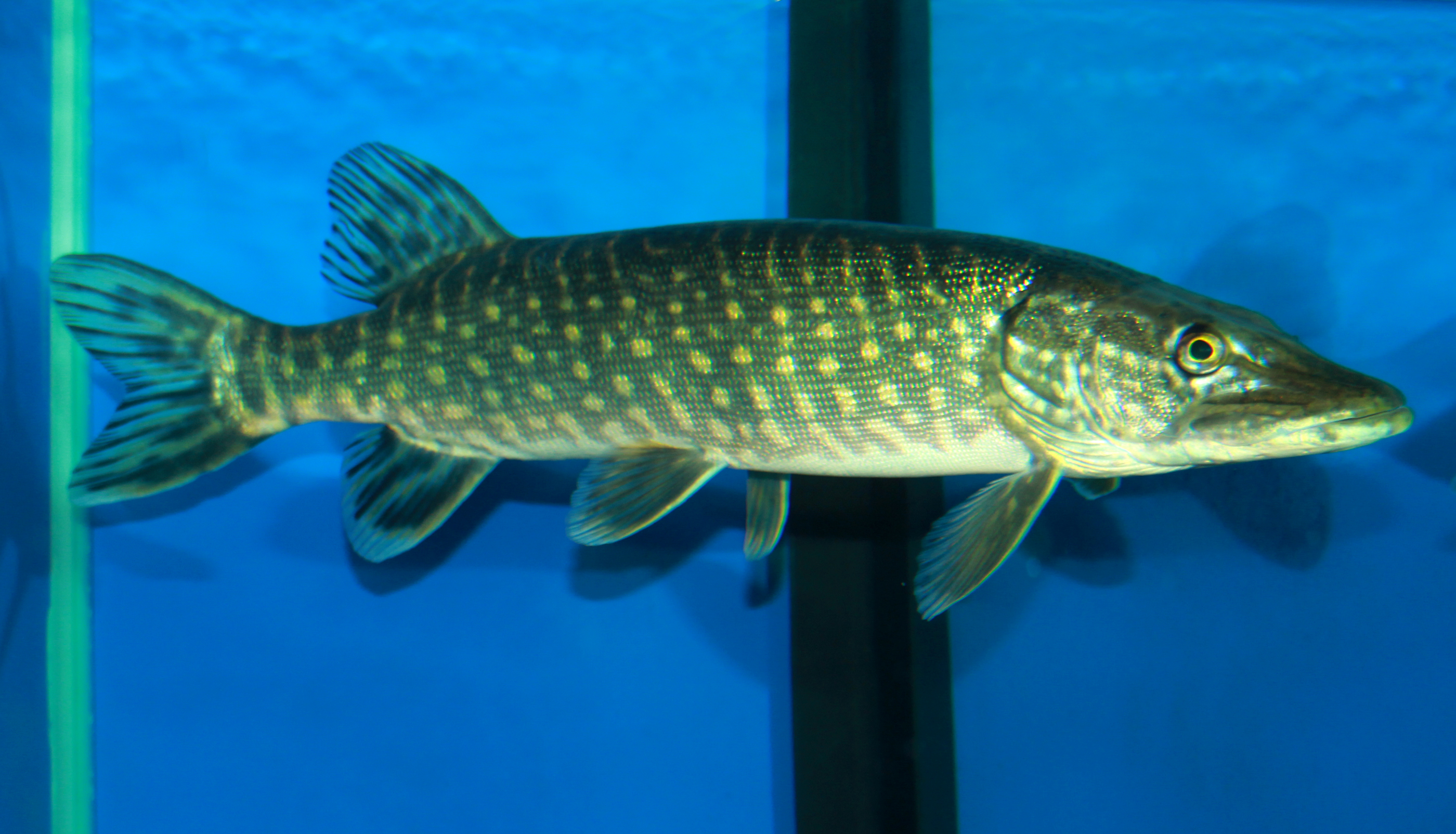
Štika obecná
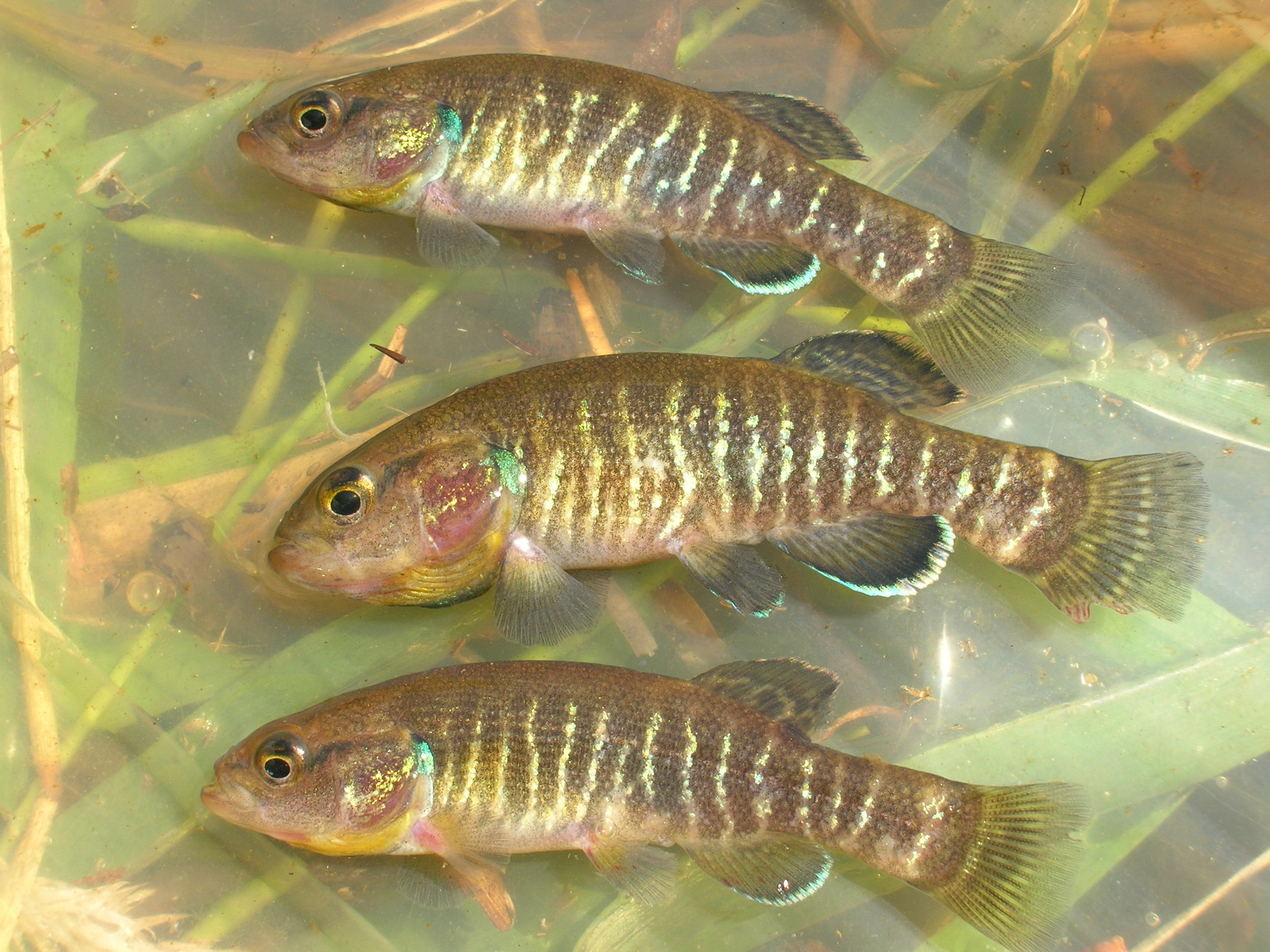
Novumbra hubbsii
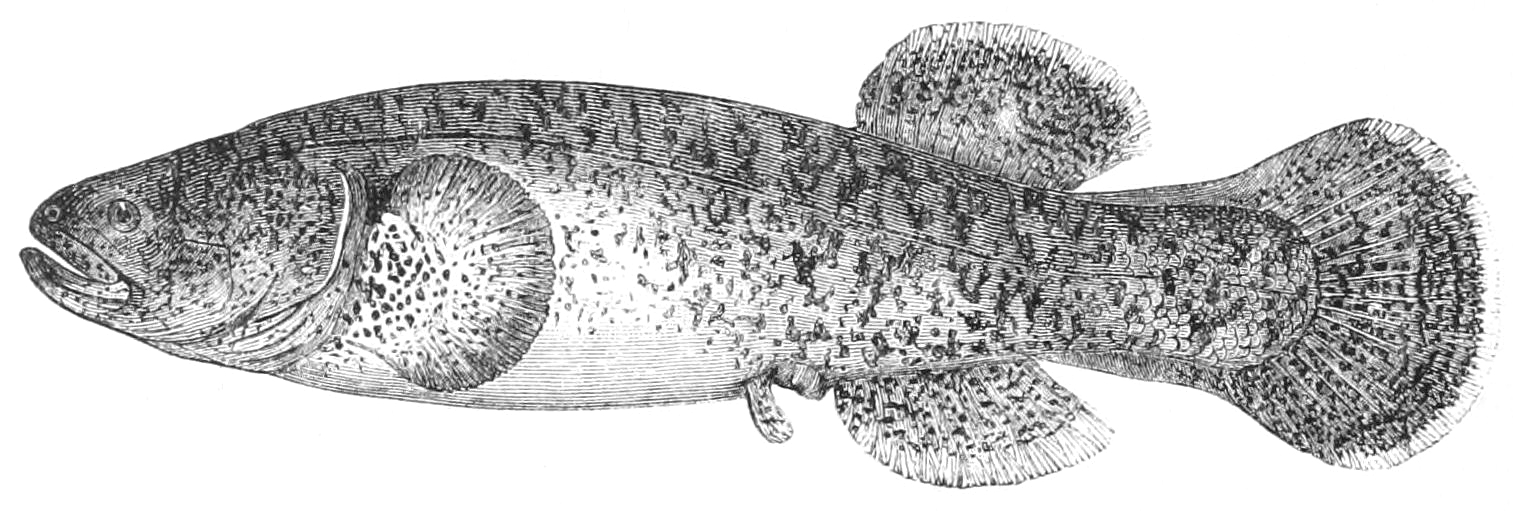
Dálie půvabná
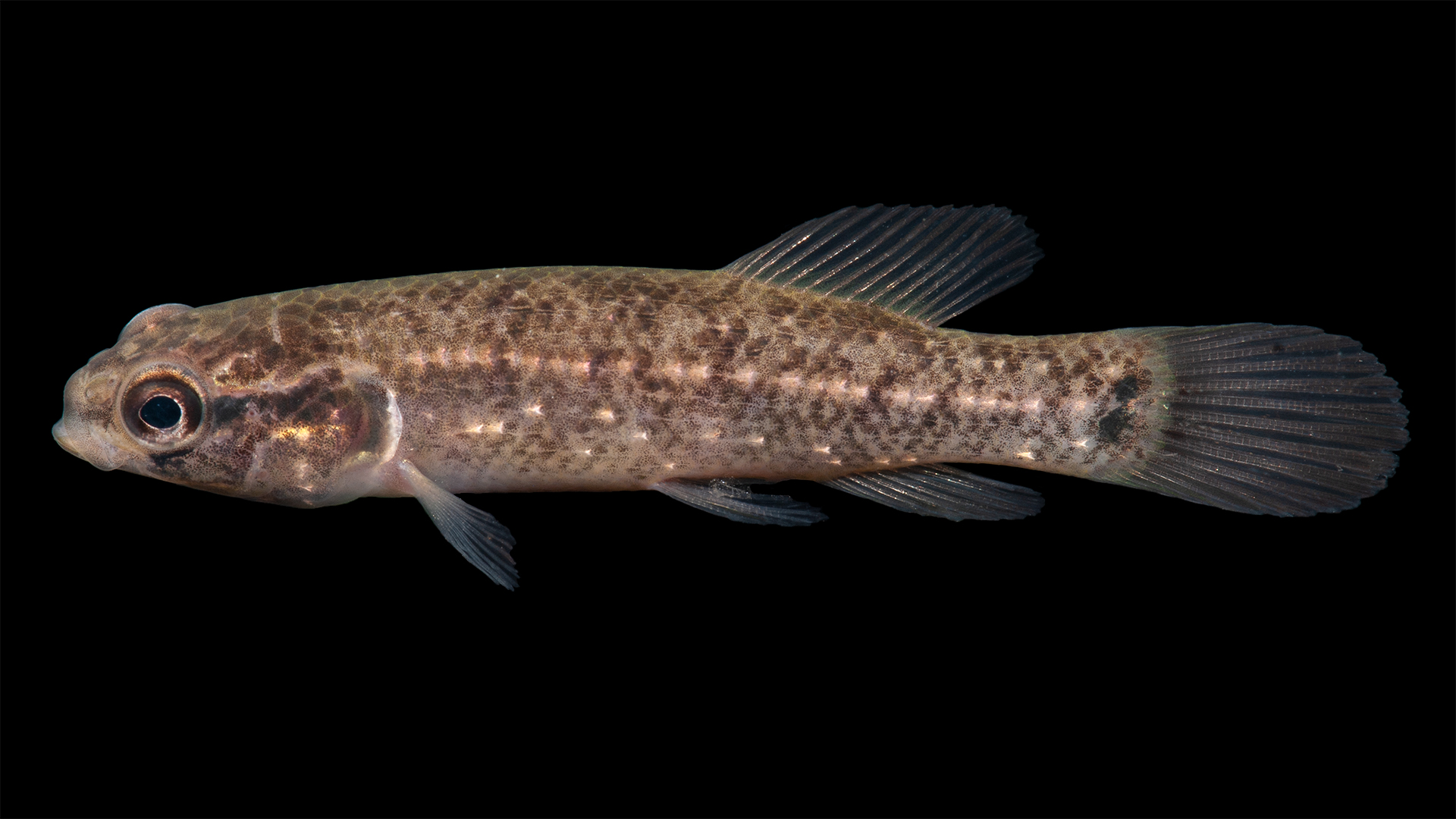
Blatňák menší